# Olivia Apps
Olivia Apps (1 de dezembro de 1998) é uma jogadora de rugby sevens canadense.

## Carreira
Apps fez parte da equipe canadense dos Jogos da Commonwealth de 2018 que terminou em quarto lugar.
Em junho de 2021, Apps foi nomeada para a equipe olímpica do Canadá de 2020 como suplente. Em setembro de 2021, após as Olimpíadas, ela foi nomeada capitã da seleção nacional de rúgbi feminino do Canadá.
Os aplicativos competiram pelo Canadá na Copa do Mundo de Rúgbi Sevens de 2022 na Cidade do Cabo. Eles ficaram em sexto lugar geral após perder para Fiji na final do quinto lugar.
Em 8 de julho de 2023, ela fez sua estreia no teste para a equipe de quinze anos do Canadá contra a Nova Zelândia em Ottawa. Seu lado caiu por 52–21. Em 23 de agosto de 2023, ela foi capitã do time canadense feminino de 7 anos no torneio Starlight Stadium, quando se classificaram para as Olimpíadas de Verão de 2024.
Apps foi escolhido como capitão para as Olimpíadas de Verão de 2024 em Paris, França. A equipe ganhou uma medalha de prata, vindo de 0-12 atrás para derrotar a Austrália por 21-12 nas semifinais, antes de perder a final para a Nova Zelândia.